# Lac Lissi
Le lac Lissi (en géorgien ლისის ტბა) est un petit lac situé au sein de la capitale géorgienne Tbilissi. Il appartient à la vallée de la Koura. Le paysage entourant le lac est rocheux et aride avec peu de végétation et une steppe. Le lac est lui-même la destination favorite de plusieurs oiseaux aquatiques. Sur les bords du lac, on peut facilement observer des reptiles, des oiseaux, de petits mammifères et des associations de plantes méditerranéennes. 
Le climat du lac Lissi est chaud, méditerranéen et raisonnablement sec. Les précipitations annuelles approchent les 400 mm (soit 20 en janvier, 40 en avril, 40 en juillet et 30 en octobre), avec 20 à 30 jours de lourdes pluies. Le terrain est également recouvert de neige pendant 10 à 20 jours dans l’année. Les températures habituelles de l’année sont : 
- janvier : 0 °C
- avril : 12 °C
- juillet : 23 °C
- octobre : 13 °C

La température maximale de l’année est généralement en juillet et y atteint les 37 °C.